# Eucelatoria dissepta
Eucelatoria dissepta là một loài ruồi trong họ Tachinidae.